# Cordula Kropp
Cordula Kropp (* 9. März 1966 in München) ist eine deutsche Soziologin und Professorin für Soziologie mit dem Schwerpunkt Risiko- und Technikforschung an der Universität Stuttgart.

## Leben
Kropp absolvierte von 1991 bis 1996 ein Studium der Soziologie, Psychologie, Ethnologie und Politikwissenschaften an der Ludwig-Maximilians-Universität München (LMU). Anschließend war sie von 1996 bis 2001 unter der Leitung von Ulrich Beck am Institut für Soziologie der LMU im Bereich Umwelt- und Techniksoziologie zuständig und promovierte mit einer Arbeit über Natur und Politik. Von 2002 und 2009 leitete sie verschiedene Projekte zur wissenschaftlichen Politikberatung, nachhaltigen Entwicklung und Risikoforschung an der Münchner Projektgruppe für Sozialforschung. Zusätzlich unterrichtete sie von 2007 bis 2009 als Lehrkraft für besondere Aufgaben am Institut für Soziologie der LMU. Von 2009 bis 2016 hatte Kropp eine Professur für sozialwissenschaftliche Innovations- und Zukunftsforschung an der Fakultät für Sozialwissenschaften der Hochschule München inne und war am Aufbau des Studiengangs Management sozialer Innovationen beteiligt.
Cordula Kropp leitet seit 2016 den Lehrstuhls für Soziologie mit dem Schwerpunkt Umwelt- und Technikforschung an der Universität Stuttgart, wo sie die Nachfolge von Ortwin Renn antrat. Seit 2017 ist sie Direktorin des Zentrums für interdisziplinäre Risiko- und Innovationsforschung (ZIRIUS) und seit 2019 ist sie als Lead-PI im Exzellenzcluster Integratives computerbasiertes Planen und Bauen für die Architektur (IntCDC) für die Geistes- und Sozialwissenschaften tätig. Ihre Arbeits- und Forschungsschwerpunkte liegen im Bereich von Umwelt-, Technik-, Stadt- und Risikosoziologie mit einem Fokus auf Infrastrukturwandel, nachhaltige Entwicklung und gesellschaftliche Innovation.

## Schriften (Auswahl)
- Cordula Kropp: „Natur“: Soziologische Konzepte – Politische Konsequenzen. Leske und Budrich, 2002, ISBN 3-8100-3694-3.
- Cordula Kropp, Frank Schiller, Jost Wagner (Hrsg.): Die Zukunft der Wissenskommunikation. Perspektiven für einen reflexiven Dialog von Wissenschaft und Politik – am Beispiel des Agrarbereichs. Ed. Sigma, Berlin 2007, ISBN 978-3-8452-6720-3.
- Cordula Kropp, Jost Wagner: Knowledge on Stage: Scientific Policy Advice. In: Science, Technology, & Human Values, In: Science, Technology, & Human Values, Nr. 35/6, 2010, S. 812–838.
- Cordula Kropp, Gerald Beck: Infrastructures of risk: a mapping approach towards controversies on risks. In: Journal of Risk Research, Nr,14(1), 2011, S. 1–16.
- Cordula Kropp, Gerald Beck (Hrsg.): Gesellschaft innovativ – Wer sind die Akteure? VS Verlag, Wiesbaden 2011, ISBN 978-3-531-94135-6.
- Cordula Kropp, Stefan Böschen, Bernhard Gill, Katrin Vogel (Hrsg.): Klima von unten. Regionale Governance und gesellschaftlicher Wandel. Campus, Frankfurt a. M. 2014, ISBN 978-3-593-50093-5.
- Cordula Kropp, Irene Antoni-Komar, Colin Sage: Food System Transformations: Social Movements, local economies, collaborative networks. Routledge, New York / London 2021, ISBN 978-0-367-67422-9.
- Cordula Kropp, Jan Knippers, Achim Menges, Oliver Sawodny, Oliver Weiskopf: Integratives computerbasiertes Planen und Bauen: Architektur digital neu denken. 2021 Vol. 98/3: 194-207. In: Bautechnik. Zeitschrift für den gesamten Ingenieurbau. Vol. 98/3, S. 194–207.
- Cordula Kropp, Marco Sonnberger: Umweltsoziologie. Nomos, Baden-Baden 2021, ISBN 978-3-8452-9207-6.
- Cordula Kropp, Katrin Braun: Building a better world? Promises, Visions, and Imaginaries-in-the-Making of the Digitization of Architecture and Construction. In: Futures 103262, 2023.